# Luan Cândido
Luan Cândido (Visconde do Rio Branco, Minas Gerais, 2 de febrero de 2001) es un futbolista brasileño. Juega de defensa y su equipo es el Grêmio de la Serie A de Brasil.

## Trayectoria
Formado en las inferiores del Palmeiras, fichó por el RB Leipzig en 2019. Pomovido al primer equipo en la temporada 2020-21, fue enviado a préstamo al Red Bull Bragantino en 2020. Debutó el 10 de marzo en la victoria por 2-1 ante el Ponte Preta por el Campeonato Paulista. En enero de 2022 fue transferido permanentemente al mismo equipo. En él jugó cerca de 200 partidos, en los que marcó 21 goles, y en febrero de 2025 fue cedido al Grêmio.

## Selección nacional
Es internacional en categorías inferiores con Brasil. Disputó la Copa Mundial de Fútbol Sub-17 de 2017 y el Campeonato Sudamericano Sub-20 2019.

## Estadísticas
Actualizado al último partido disputado el 6 de diciembre de 2024.
| Club | Div.          | Temporada     | Liga  | Liga  | Liga estatal | Liga estatal | Copas nacionales(1) | Copas nacionales(1) | Copas internacionales(2) | Copas internacionales(2) | Total | Total |
| Club | Div.          | Temporada     | Part. | Goles | Part.        | Goles        | Part.               | Goles               | Part.                    | Goles                    | Part. | Goles |
| --- | ------------- | ------------- | ----- | ----- | ------------ | ------------ | ------------------- | ------------------- | ------------------------ | ------------------------ | ----- | ----- |
| Red Bull Bragantino · Brasil                                                                              | 1.ª           | 2020          | 11    | 1     | 3            | 0            | 1                   | 0                   | ―                        | ―                        | 15    | 1     |
| Red Bull Bragantino · Brasil                                                                              | 1.ª           | 2021          | 18    | 3     | 4            | 0            | 4                   | 0                   | 6                        | 0                        | 32    | 3     |
| Red Bull Bragantino · Brasil                                                                              | 1.ª           | 2022          | 32    | 11    | 12           | 1            | 2                   | 1                   | 4                        | 0                        | 50    | 13    |
| Red Bull Bragantino · Brasil                                                                              | 1.ª           | 2023          | 22    | 1     | 5            | 0            | 0                   | 0                   | 2                        | 0                        | 29    | 1     |
| Red Bull Bragantino · Brasil                                                                              | 1.ª           | 2024          | 26    | 1     | 9            | 0            | 4                   | 1                   | 14                       | 1                        | 53    | 3     |
| Red Bull Bragantino · Brasil                                                                              | Total club    | Total club    | 109   | 17    | 33           | 1            | 11                  | 2                   | 26                       | 1                        | 179   | 21    |
| Grêmio · Brasil                                                                                           | 1.ª           | 2025          | 0     | 0     | 0            | 0            | 0                   | 0                   | 0                        | 0                        | 0     | 0     |
| Grêmio · Brasil                                                                                           | Total club    | Total club    | 0     | 0     | 0            | 0            | 0                   | 0                   | 0                        | 0                        | 0     | 0     |
| Total carrera                                                                                             | Total carrera | Total carrera | 109   | 17    | 33           | 1            | 11                  | 2                   | 26                       | 1                        | 179   | 21    |
| (1) Incluye datos de la Copa de Brasil. (2) Incluye datos de la Copa Sudamericana y la Copa Libertadores. |               |               |       |       |              |              |                     |                     |                          |                          |       |       |